# 관현악을 위한 열두 개의 미뉴에트
관현악을 위한 열두 개의 미뉴에트, WoO 7은 루트비히 판 베토벤에 의해 쓰인 무곡 모음집이다.

## 개요
작품의 작곡 시기는 1795년이며, 악보의 출판은 같은 해 11월 22일에 빈에서 이루어졌다. 베토벤은 이 관현악을 위한 열 두개의 미뉴에트 뿐만 아니라, 대체 버전인 피아노와 두 개의 바이올린과 베이스를 위한 열두 개의 미뉴에트를 제공했다. 그는 하이든을 포함하여 당시 최고의 작곡가들의 서비스를 받을 수 있는, 자금을 잘 갖춘 그룹인 빈 화가 연금 협회를 위해 이 모음집을 썼다.

## 구성
총 연주 소요시간은 25분 정도 소요된다.
1. 미뉴에트 (라장조)
2. 미뉴에트 (내림나장조)
3. 미뉴에트 (사장조)
4. 미뉴에트 (내림마장조)
5. 미뉴에트 (다장조)
6. 미뉴에트 (가장조)
7. 미뉴에트 (라장조)
8. 미뉴에트 (내림나장조)
9. 미뉴에트 (사장조)
10. 미뉴에트 (내림마장조)
11. 미뉴에트 (다장조)
12. 미뉴에트 (바장조)

## 관련 링크
- 관현악을 위한 열두 개의 미뉴에트, WoO 7 - 국제 악보 도서관 프로젝트(IMSLP)의 악보
- 빈 앙상블 빌라 뮤지카 - 마이클 디트리치(바이올린), 이반 디미트로프(바이올린), 권터 토마스버거(첼로), 베르너 플라이쉬만(콘트라베이스)에 의한 연주음원 on YouTube